# Odontoscion dentex
Odontoscion dentex är en fiskart som först beskrevs av Cuvier, 1830.  Odontoscion dentex ingår i släktet Odontoscion och familjen havsgösfiskar. Inga underarter finns listade i Catalogue of Life.